# Automeris jucunda
Automeris jucunda är en fjärilsart som beskrevs av Pieter Cramer 1782. Automeris jucunda ingår i släktet Automeris och familjen påfågelsspinnare. Inga underarter finns listade i Catalogue of Life.

## Bildgalleri

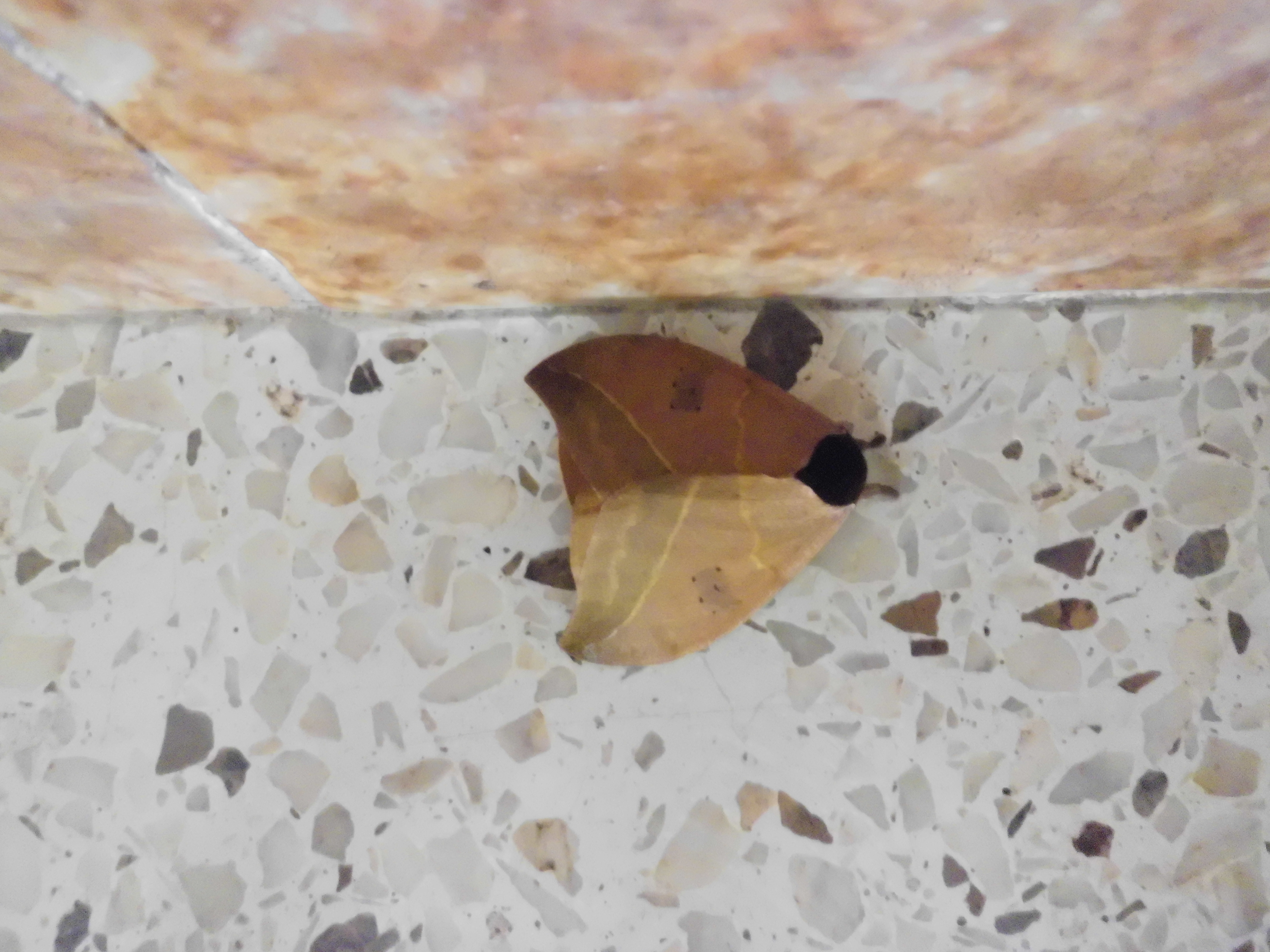
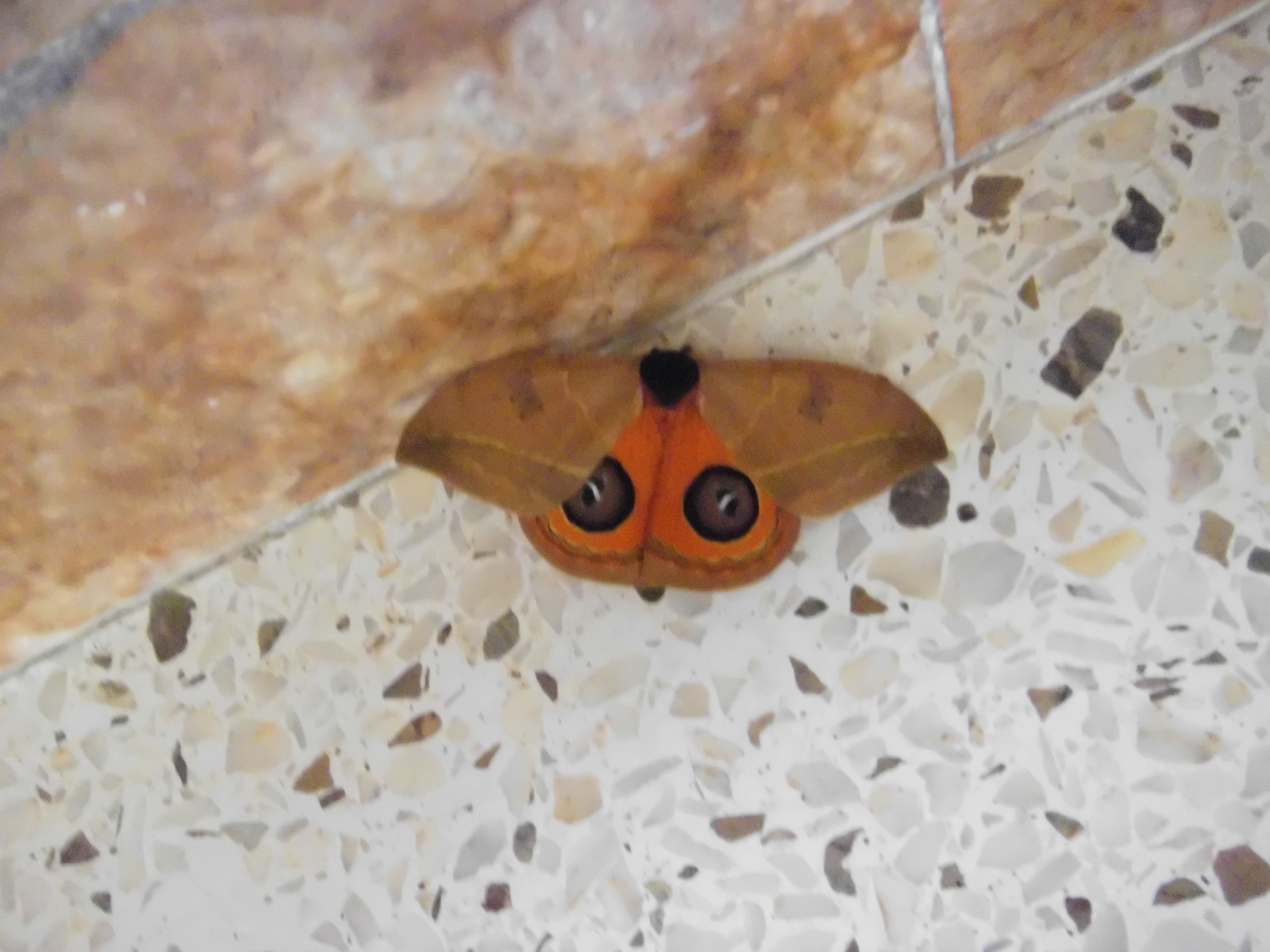
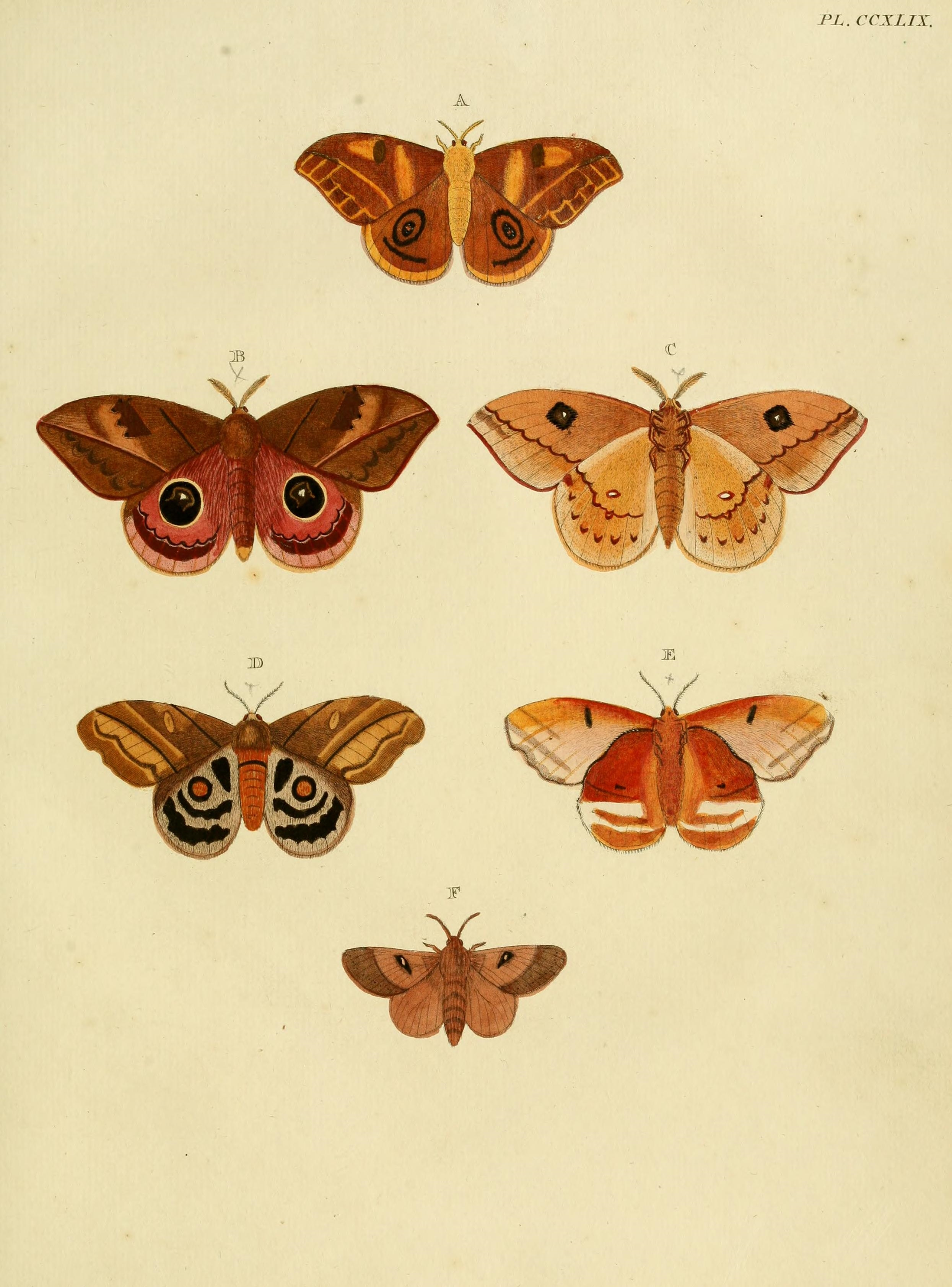
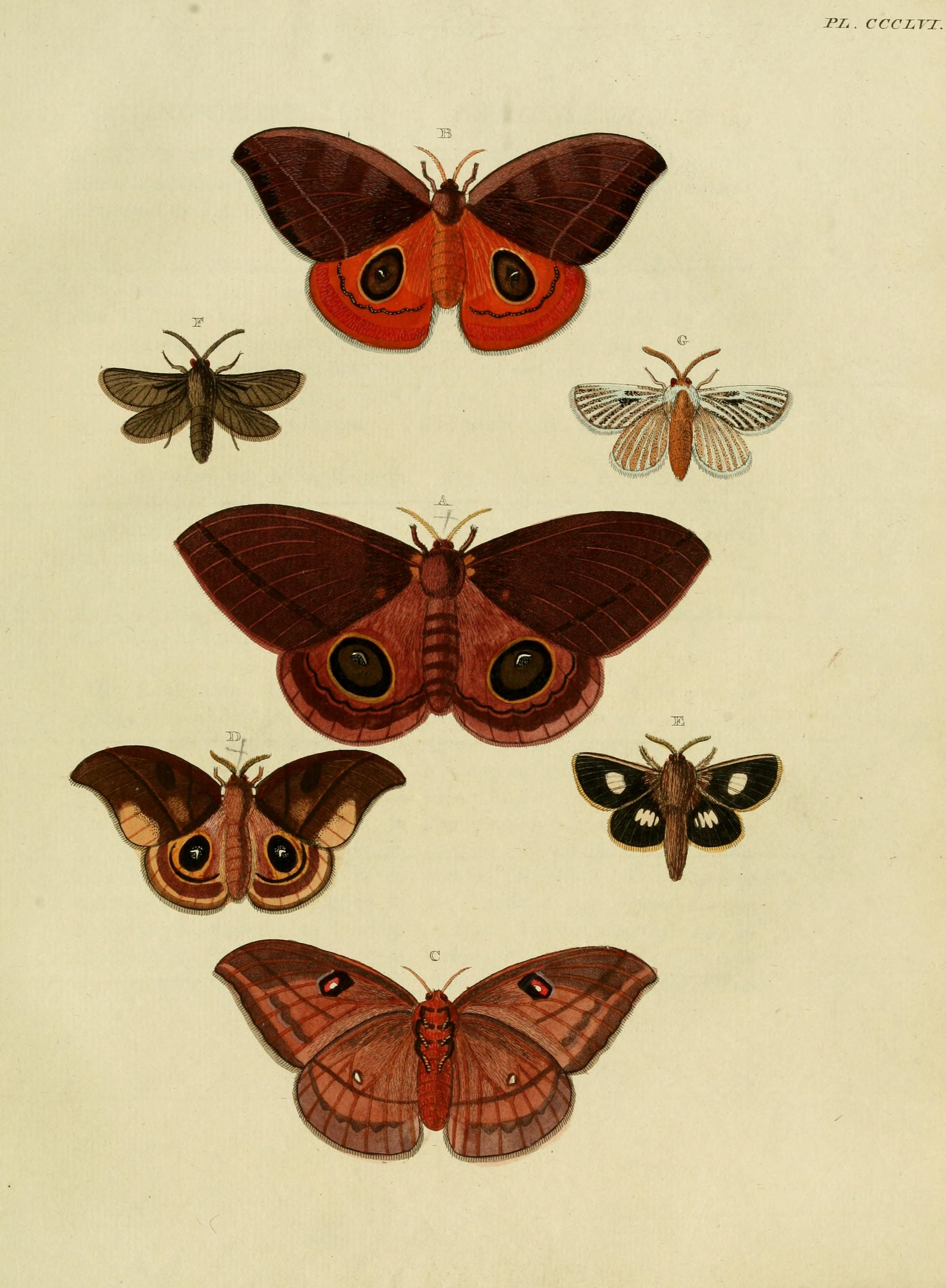